# Cot Blangmeh
Cot Blangmeh är ett berg i Indonesien.   Det ligger i provinsen Aceh, i den västra delen av landet, 1 800 km nordväst om huvudstaden Jakarta. Toppen på Cot Blangmeh är 527 meter över havet.
Terrängen runt Cot Blangmeh är huvudsakligen kuperad, men åt sydväst är den bergig.Runt Cot Blangmeh är det glesbefolkat, med 17 invånare per kvadratkilometer. I omgivningarna runt Cot Blangmeh växer i huvudsak städsegrön lövskog.